# Bolt arena
Bolt arena eller Tölö fotbollsstadion är en fotbollsarena i stadsdelen Bortre Tölö i Helsingfors. Arenan byggdes 1999–2000 efter ritningar av arkitekterna Olivier Lemarchand, Ritva Kokkola och Thomas Seehan. Arenan ägs av Helsingfors stad (84,5 %) samt Finlands Bollförbund och Helsinki Stadion Management. Dess publikkapacitet är 10 770 åskådare. Den senaste renoveringen gjordes 2006, då planens konstgräs förnyades. På Bolt arena spelar HJK Helsingfors och dess reservlag Klubi 04 samt IFK Helsingfors. 